# Tecniche di Dragon Ball
Qui di seguito vengono descritte le varie tecniche e abilità speciali utilizzate dai personaggi dell'universo immaginario di Dragon Ball (costituito da manga, anime, film, OAV, speciali, videogiochi e merchandising ad esso dedicati). La stragrande maggioranza di tali tecniche e abilità viene mostrata durante i combattimenti, le altre (come quelle relative al teletrasporto) permettono ai personaggi di compiere svariati atti soprannaturali.
Insieme ad alcune tecniche che derivano da caratteristiche speciali dei personaggi che le utilizzano, e ad altre che presuppongono l'utilizzo di poteri magici, la stragrande maggioranza delle tecniche si basa sull'utilizzo del ki, l'energia vitale della filosofia cinese. Queste tecniche, in maniera analoga a quelle che si fondano sulla magia, spesso manifestano o accompagnano i loro effetti con manifestazioni di luce di vario tipo e colore, talvolta innocue, talvolta interpretate come raggi o oggetti "di energia", capaci di danneggiare cose ed esseri viventi in maniera proporzionale alla quantità di ki posseduta dal personaggio che effettua la tecnica. Tale quantità di ki è a sua volta proporzionale alla forza combattiva del personaggio qualora questo facesse uso delle sole proprie forze, ma può anche essere stata donata da altri esseri viventi.

## Assimilazione
L'assimilazione (同化?, Dōka) è una tecnica che permette a un namecciano di farsi assimilare da un proprio simile incrementandone la forza combattiva e donandogli le proprie conoscenze. In Dragon Ball tale tecnica è utilizzata su Piccolo in due occasioni, quando Nail e Dio si uniscono ad egli per permettergli di affrontare rispettivamente Freezer e Cell. L'esecuzione della tecnica prevede che il "ricevente" appoggi una mano sul petto del "donatore" dopodiché il donatore sparisce in un lampo di luce. Nell'anime Dragon Ball Super molti namecciani del Sesto Universo hanno offerto sé stessi a Saonel e Pirina per incrementarne la potenza in vista del Torneo del Potere. Ciò non viene però menzionato nel relativo manga.

## Assorbimento
Majin Bu possiede una tecnica, detta Assorbimento, attraverso la quale ha la capacità di catturare degli individui per poi, a seguito di un rapidissimo processo di miniaturizzazione, rinchiuderli in dei bozzoli situati all'interno della sua testa. Tramite questo processo Bu ottiene la forza e l'intelletto degli individui assorbiti, che si sommano alle proprie. Bu esegue questa tecnica utilizzando propri lembi di carne che, trasformatisi in una sostanza gommosa amorfa, circondano la vittima e la conducono al corpo del demone. Bu può assorbire un essere tramutato in un dolciume: ciò accade sia quando Evil Bu assorbe Good Bu sia quando assorbe Pan e Mr. Satan al fine di proteggerli da Baby. Bu però spiega che ciò si tratta di un evento eccezionale: di norma gli individui tramutati in cibo vengono semplicemente mangiati e digeriti. Di norma, coloro che vengono assorbiti cadono in uno stato di incoscienza tuttavia Bu si dimostra capace di mantenere coscienti coloro che si trovano all'interno del proprio corpo, dialogando tranquillamente con Pan e Satan quando questi si trovano al suo interno. Oltre che sulla forza e sull'intelligenza, gli assorbimenti di esseri mortali incidono sia sull'aspetto fisico che sul vestiario di Majin Bu. L'unica eccezione si verifica con gli assorbimenti di Pan e Satan, che non ne alterano l'aspetto ne, apparentemente, le capacità combattive. L'assorbimento di esseri divini ha un ulteriore effetto: oltre ad essere deleterio dal punto di vista della forza combattiva esso muta anche la personalità di Majin Bu, come accaduto quando il Majin Bu originale ha assorbito il Kaiohshin del Sud ed il Dai Kaiohshin, divenendo molto più debole ma anche più lucido e calmo. L'assorbimento permane fino a quando i bozzoli non vengono distaccati, cosa che può avvenire sia per agenti esterni che per volontà dello stesso Majin Bu.

## Attacco bruciante
L’Attacco bruciante (バーニングアタック?, Bāningu Atakku) è il principale colpo di Trunks del futuro: consiste nel muovere rapidamente le braccia per poi estenderle verso il bersaglio, spalancando le mani e avvicinando le punte dei pollici ed indici delle rispettive mani fra loro, per poi lanciare una potente sfera di energia di colore giallo.
Nell'anime fa la sua prima apparizione durante la fase finale dello scontro tra il Saiyan e Mecha Freezer. Anche se non centrò il bersaglio, consentì al ragazzo del futuro di distrarre il tiranno galattico, che fu successivamente ucciso dalla sua spada. Lo stesso attacco viene di solito utilizzato da Trunks bambino in alcuni videogiochi di Dragon Ball.

## Barriera energetica
La Barriera energetica chiamata Barriera protettiva nel doppiaggio italiano della serie Dragon Ball Z, è una tecnica di semplice utilizzo adoperata soprattutto da Cell, il quale forma una sfera di energia intorno al corpo dell'utilizzatore, servendo prevalentemente per proteggersi da attacchi energetici.
Viene utilizzata da Numero 17 e Cell: quest'ultimo ne crea una di dimensioni gigantesche durante il Cell Game, in occasione della battaglia contro Goku, costringendo il Super Saiyan a dichiarare resa per la superiorità dell'avversario.
Altri personaggi che mostrano di saper usare questa tecnica sono: il mago Babidy, Numero 18, C-13, C-15, Cooler, Borjack, Vegeth Super Saiyan, Freezer ed infine Broly: la barriera di quest'ultimo è anche in grado di danneggiare l'avversario. Anche altri Saiyan quali Gohan, Vegeta e Nappa hanno mostrato di saperla utilizzare, ma solo nell'anime (non nel manga originale).

## Big Bang Attack
Il Big Bang Attack (ビッグバンアタック?, Biggu Ban Atakku) è una delle tecniche di Vegeta, una sfera energetica blu (alle volte anche gialla o rossa) lanciata col palmo della mano verso il bersaglio. Con questa tecnica riesce a distruggere Numero 19, inoltre la usa al 25º Torneo Tenkaichi facendo strage tra il pubblico dopo che il mago Babidy aveva preso controllo della sua mente rendendolo malvagio. Anche Cell sa usare questa tecnica, utilizzandola per disintegrare alcune isole mentre dava la caccia a Numero 18, sebbene usi una variante del colpo di colore rosso.

## Bomba di luce
La Bomba di luce (激裂光弾?, Gekiretsu Kōdan) È la tecnica più potente di Piccolo: viene eseguita avvicinando le mani tra loro davanti al petto e caricando una potente sfera di energia tra i palmi per poi protendere le mani in avanti lanciando così una potente onda energetica. Piccolo usa questo attacco contro Cell nella sua prima trasformazione distruggendo l'isola dove si trovavano, senza però riuscire a sortire alcun effetto sul nemico.

## Bombardiere rinnegato di Rikoom
Il Bombardiere rinnegato di Rikoom (リクームグレネードボンバー?, Rikūmu Gurenēdo Bonbā) chiamato Recom bomba nel doppiaggio italiano della serie Dragon Ball Z, è una delle tecniche di Rikoom dove lui lancia contro il suo bersaglio una serie di raggi energetici. Rikoom utilizzerà questa tecnica contro Gohan.

## Cannone dell'anima
Il Cannone dell'anima (気功砲?, Kikōhō), conosciuto col nome di Colpo del cannone nell'edizione italiana dell'anime, è la tecnica più potente di Tenshinhan, utilizzata in seguito anche da Cell (solo nell'anime). Unendo le mani a formare un triangolo tra il pollice e le altre dita, Tenshinhan scaglia un'ondata di energia arancione di sezione quadrangolare dall'enorme forza impulsiva (questa mossa utilizza la "vita" di colui che la utilizza al posto del ki, infatti il Maestro Muten afferma che è talmente potente che chi lo utilizza rischia la morte, e se sopravvive la sua vita si accorcia irrimediabilmente). La prima volta che Tenshinhan usa il cannone dell'anima in combattimento è nella prima serie, durante il 22º Torneo Tenkaichi. Goku schiva il colpo, ma il ring viene ridotto ad un cratere quadrato. La seconda occasione è durante la finale del 23º Torneo Tenkaichi tra Goku e Piccolo, quando quest'ultimo sta per sfoderare un colpo potentissimo. Per permettere che Goku possa combattere senza limitazioni ed assicurare l'incolumità dei suoi amici, Tenshinhan usa il cannone dell'anima per creare una fossa nel terreno in cui tutti possano ripararvisi. La terza volta in cui Tenshinhan lo utilizza è nell'arco dei Saiyan, durante la battaglia contro Nappa: per vendicare la morte di Jiaozi a causa di quest'ultimo, Tenshinhan lancia il colpo con la sola mano rimastagli, morendo subito dopo. Tenshinhan utilizza il Kikohoh anche contro il Trunks del futuro nel nono film della serie La minaccia del demone malvagio, scaraventandolo in acqua.

### Nuovo cannone dell'anima
Il Nuovo cannone dell'anima (新気功砲?, Shin Kikōhō), conosciuto come Nuovo colpo del cannone nell'edizione italiana dell'anime, è una versione perfezionata della tecnica, ideata dallo stesso Tenshinhan, di potenza notevolmente maggiore. Tenshinhan usa questa tecnica durante l'arco degli Androidi per rallentare Cell, intenzionato ad assorbire Numero 18: sebbene la forza del colpo non riesca nemmeno a scalfire il cyborg, la spinta è tale da scaraventarlo per terra, bloccandolo per qualche secondo. Tenshinhan scaglia il nuovo cannone dell'anima ben dodici volte prima di soccombere allo sforzo, tenendo impegnato Cell e permettendo a Numero 16 e 18 di fuggire altrove. Un'altra occasione in cui Tenshinhan usa il nuovo cannone dell'anima è durante l'arco di Majin Bu, prima per deviare un attacco energetico del Bu malvagio rivolto a Mr. Satan e Dende, salvandoli entrambi, in seguito contro lo stesso Bu malvagio, ma senza neanche scalfirlo. In Dragon Ball Super Tenshinhan utilizza tale mossa contro i soldati di Freezer e durante il Torneo del Potere. Nei videogiochi Dragon Ball: Raging Blast e Dragon Ball: Raging Blast 2 esso è la super mossa finale di Tenshinhan.

## Cannone demoniaco della luce omicida trapassante
Il Cannone demoniaco della luce omicida trapassante (魔貫光殺砲?, Makankō Sappō), conosciuto come Cannone speciale nell'edizione italiana dell'anime, è una delle tecniche di combattimento più potenti di Piccolo, inventata da quest'ultimo nel periodo di pace tra la sconfitta infertagli da Goku e l'arrivo di Radish sulla Terra.
In principio Piccolo ha ideato la tecnica per poter uccidere Goku (e riesce nel suo scopo, anche se su richiesta dello stesso Goku in quanto unico modo per uccidere Radish). Per eseguire il Cannone dell'anima speciale serve una lunga concentrazione, incanalando tutta la propria aura nell'indice e medio della mano destra puntandoli poi contro il bersaglio lanciando contro di esso due raggi arancioni: il primo segue una linea retta circondato dal secondo che segue invece un movimento a spirale, è una tecnica con un alto potere penetrante. Il più delle volte quando l'utilizzatore proietta l'attacco in genere la sua mano sinistra è appoggiata sul braccio destro al livello del bicipite. Piccolo durante il combattimento contro Nappa usa una variante della tecnica proiettando l'attacco con entrambe le mani aperte.
Sebbene Piccolo, durante la battaglia contro Radish, impieghi alcuni secondi per caricare il colpo (diversi minuti nell'anime), in seguito lui impara a usarlo in tempi più brevi. Anche Seven-Three quando assimila i poteri di Piccolo acquisisce questa tecnica, è capace di usarla sia con la mano destra che con la sinistra all'occorrenza. Inoltre anche Gohan si rivela capace di usarla, addirittura la potenza del suo attacco è stata tale da eliminare un avversario del calibro di Cell Max al primo tentativo, tuttavia mentre quello di Piccolo è arancione quello di Gohan ha un colore grigio argento, simile alla saetta di un fulmine.
Nei videogiochi, a partire dalla serie Budokai, viene chiamato Cannone dell'anima speciale; inoltre in Dragon Ball Z: Budokai Tenkaichi 3 e Dragon Ball: Raging Blast 2 viene utilizzato anche da Gohan del futuro.

## Cannone frantumante
Il Cannone frantumante (ブレイクキャノン?, Bureiku Kyanon), conosciuto anche coi nomi di Kapa, Cannone Nappa o Saiko no kogeki, è la tecnica più potente del Saiyan Nappa: essa consiste in una potente onda energetica gialla lanciata dalla bocca, dotata di grande potenza distruttiva.
Nappa utilizza l'attacco nel combattimento contro Goku, scagliandola d'improvviso per sorprendere l'avversario: quest'ultimo, tuttavia, riesce a fermare tempestivamente il colpo con una Kamehameha. In seguito, dopo aver perso il duello con Goku, tenta di riutilizzare la tecnica contro Gohan e Crilin, ma viene fermato tempestivamente da Goku stesso, il quale lo mette fuori gioco con il Kaiohken.
Una tecnica molto simile viene impiegata sia da Gotenks che da Super Bu, durante lo scontro tra i due: Super Bu lancia l'onda energetica dalla bocca cercando di distruggere definitivamente il giovane Saiyan, ma quest'ultimo sopravvive al colpo e risponde imitando la tecnica del nemico. Super Bu la utilizza anche contro Gohan, ma quest'ultimo riesce a fermarla. Nel loro caso, l'attacco viene chiamato soltanto Saiko no kogeki, perché coi nomi Kapa e Break Cannon ci si riferisce esclusivamente alla tecnica di Nappa. Il Saiko no kogeki di Majin Bu appare rosa, mentre quello usato da Gotenks di colore giallo.
Nei videogiochi, questa tecnica è spesso inclusa fra gli attacchi speciali di Nappa, seppur con differenti nomi: in Budokai Tenkaichi, viene denominata Super Colpo di Mascella; in Budokai Tenkaichi 2, viene invece chiamata Chou Makouhou (lo stesso nome di un attacco degli Scimmioni, tra l'altro molto simile al Break Cannon); infine, in Budokai Tenkaichi 3 viene chiamata Kapa. La tecnica è presente anche in Dragon Ball: Raging Blast, col nome di Nappa Cannon (ovvero Cannone di Nappa) e Dragon Ball: Raging Blast 2.

### Rikoom Eraser Gun
Il Rikoom Eraser Gun (リクームイレイザーガン?, Rikūmu Ireizā Gan) chiamato Fiammata finale nel doppiaggio italiano della serie animata di Dragon Ball Z, è una delle tecniche di Rikoom che consiste nell'emettere dalla bocca un potentissimo raggio di energia. Viene usato nel tentativo di eliminare Vegeta, ma Crilin e Gohan riescono a salvarlo, benché il raggio energetico di Rikoom riesca quasi e compromettere la stabilità del pianeta Namecc.

## Colpo del sole
Il Colpo del sole (太陽拳?, Taiyō-ken), chiamato nell'edizione italiana dell'anime alternativamente Raggi accecanti ed erroneamente Cannone speciale, è introdotto da Tenshinhan durante il 22º Torneo Tenkaichi. L'esecutore dispone le mani a gomiti larghi di fronte al volto aprendo le dita a ventaglio all'altezza degli occhi, successivamente manifesta il proprio Ki attraverso una serie di lampi in rapida sequenza allo scopo di accecare temporaneamente l'avversario.
Risulta inefficace se questo chiude gli occhi prima di venirne colpito o se è dotato di schermatura (ad es. occhiali da sole). Li Shenron ne risulta completamente immune.
Benché sia essenzialmente un'azione diversiva, Goku ne amplifica gli effetti fino a renderla una tecnica offensiva durante lo scontro con Suu Shenron.
Anche Goku, Crilin, Cell e Trunks la sanno usare, quest'ultimo solo nel manga di Dragon Ball Super. Sempre nel manga di "Super" la tecnica subisce un'evoluzione nell'esecuzione, infatti invece che aprire completamente le mani, l'utilizzatore può usare il Colpo del sole distendendo solo il medio e l'indice di entrambe le mani.

## Colpo del vento e delle zanne del lupo
Il Colpo del vento e delle zanne del lupo (狼牙風風拳?, Rōgafūfū-ken), chiamato Zanna di lupo nell'adattamento italiano dell'anime, è la principale tecnica di Yamcha, il quale la utilizza fin dal primo incontro con Goku: essa consiste in una combinazione di rapidi attacchi con le braccia come fossero appunto zanne di lupo. Nell'ONA Ossu! Kaette kita Son Goku to nakama-tachi anche Gotenks utilizza questa tecnica.

### Nuovo colpo del vento e delle zanne del lupo
Il Nuovo colpo del vento e delle zanne del lupo (新狼牙風風拳?, Shin Rōgafūfū-ken) è una versione più forte e veloce del normale Rogafufuken, usata sempre da Yamcha.

## Colpo dell'aura
Il Colpo dell'aura (in giapponese Ki Dan), Ki Blast nel doppiaggio italiano dell'anime di Dragon Ball Super. è l'attacco base per ogni guerriero che sappia controllare l'"energia spirituale" (ki, si veda l'introduzione).
Si basa sull'emissione di onde di energia spirituale dal palmo delle mani dandogli una forma di sfera o raggio in grado di distruggere qualsiasi cosa, o quasi. Viene usato per molti colpi generici, può essere lanciato come una raffica di piccole sfere esplosive, dei getti di energia o essere concentrato in un'unica grossa sfera, il colore di tale energia non è fisso ma varia in base all'utilizzatore: il colore più diffuso è il bianco acceso. Quasi tutti i guerrieri, oltre ai loro vari antagonisti, riescono ad usare questa tecnica, fatta eccezione per Yajirobei e Mr. Satan. Anche alcuni tra i soldati di Freezer non sono in grado di utilizzare il ki: infatti utilizzano dei piccoli cannoni laser che portano legati al braccio.

## Colpo dell'ubriacone
Il Colpo dell'ubriacone (酔拳?, Sui-ken), derivante dallo Zui Quan, viene impiegata da Jackie Chun che la personalizza aggiungendo alla sua esecuzione la pantomima dell'avvinazzato, in modo da affrontare l'avversario con una serie di movimenti scoordinati che questo non sarebbe stato in grado di anticipare o riprodurre. Goku accenna a come questa fosse la tecnica preferita da suo nonno.

## Colpo delle otto mani
Il Colpo delle otto mani (八手拳?, Hasshu-ken), chiamata Mossa ad otto nel doppiaggio italiano della serie, è una tecnica di arti marziali, che consiste nel muovere le braccia a una tale velocità da dare l'illusione ottica che esse possano quadruplicarsi. È la tecnica speciale di Re Chappa, la userà contro Goku al 22º Torneo Tenkaichi, ma il Saiyan la contrasterà con facilità. Goku, dopo averla vista una sola volta, riuscirà a ricopiarla usandola contro lo Shiyoken di Tenshinhan.

## Colpo Nova
Il Colpo Nova (ノヴァストライク?, Novua Sutoraiku) è un attacco utilizzato da Freezer quando si trova al 100% della sua forza. È una tecnica molto potente, con la quale Freezer utilizza la sua aura per generare intorno al suo corpo una sfera apparentemente indistruttibile di colore viola scuro. Ciò lo rende immune a qualsiasi attacco energetico e gli permette di respingere la Kamehameha di Goku trasformato in Super Saiyan, sebbene non del tutto. Freezer riesce infatti a parare l'attacco energetico del Saiyan, utilizzando questa tecnica per poi cambiare traiettoria e colpirlo a sorpresa. Nel manga con questa mossa Freezer scaglia Goku molto violentemente in acqua, e sebbene Goku rimanga nei meandri dell'oceano di Namecc per diverso tempo, riuscirà a rialzarsi e a riprendere il combattimento, nonostante i danni subiti dall'impatto ricevuto. Nell'anime, invece, Freezer riesce ad avvicinarsi sempre più a Goku con il Colpo Nova, per poi scagliarlo nel sottosuolo di Namecc e spingerlo sempre più nelle profondità del pianeta sino a raggiungere il magma incandescente, dal quale il Super Saiyan verrà sommerso e apparentemente ucciso. Infatti, a seguito di questo colpo, Goku resta privo di sensi così a lungo nell'anime, da far credere a Gohan di essere morto e a causa di ciò quest'ultimo si appresta a tornare sul campo di battaglia per cercare di far perdere tempo a Freezer e farlo esplodere assieme al pianeta Namecc. Tuttavia Goku dimostrerà di essere stato solo tramortito dal colpo ricevuto e di avere ancora abbastanza energie da poter riemergere dal sottosuolo di Namecc per continuare lo scontro. Sempre nell'anime nemmeno la massima potenza della Kamehameha di Goku trasformato in Super Saiyan si era dimostrata capace di respingere il Colpo Nova di Freezer che anzi, con questa tecnica, aveva continuato a guadagnare sempre più terreno verso il Saiyan, mentre nel manga questa scena non è presente e lo scontro tra Colpo Nova e Kamehameha risulta perfettamente alla pari.

## Controllo dello spirito
Il Controllo dello spirito (スピリットのコントロール?, Supiritto no Kontorōru) non è propriamente una tecnica in sé, ma una diversa manipolazione del Ki, decisamente più avanzata, di cui gli yardratiani hanno la padronanza. Esso consiste nel trovare il perfetto equilibrio tra il corpo e l'energia spirituale, permettendo agli yardratiani di accedere a un vasto repertorio di poteri, come la guarigione, la manipolazione della materia, la moltiplicazione o la capacità di aumentare la grandezza del proprio corpo.
Inoltre il Controllo dello spirito è alla base delle loro tecniche quali, la trasmissione istantanea e la fissione dello spirito. Gli yardratiani sono notoriamente conosciuti come un popolo dalle limitate capacità combattive, quindi nel loro caso il Controllo dello spirito ha solo la funzione di permettere agli alieni di praticare le loro tecniche speciali, ma come viene messo in evidenza con Vegeta, a cui gli yardratiani hanno insegnato il Controllo dello spirito, se esso è praticato da un guerriero molto forte tale abilità consente anche di aumentare la forza e la potenza.

## Crasher Ball
La Crasher Ball (クラッシャーボール?, Kurasshā Bōru) chiamata Palla di fuoco nel doppiaggio italiano della serie Dragon Ball Z, è la tecnica migliore di Jeeth.
Consiste in una sfera energetica di colore rosso scagliata ad alta velocità, eseguendo un movimento simile a quello della "schiacciata" nella Pallavolo. Nei videogiochi Dragon Ball: Raging Blast e Dragon Ball: Raging Blast 2 essa è la mossa finale di Jeeth.

## Death Beam
Il Death Beam (デスビーム?, Desu Bīmu) (Raggio Letale nel doppiaggio italiano), è una delle tecniche preferite di Freezer e di suo fratello Cooler. Consiste in un sottilissimo raggio di ki viola lanciato dall'indice, dotato di un'incredibile capacità perforante. Freezer utilizza questa tecnica su Namecc contro Vegeta, uccidendolo; la impiega anche contro Goku, ma il Saiyan riesce a schivare o parare abbastanza facilmente il colpo (Barrage Death Beam). Nel manga di Dragon Ball Super sviluppa una variante di questa tecnica che gli consente di lanciare contemporaneamente due raggi letali sia dall'indice che dal dito medio.
Avendo parte del DNA di Freezer, anche Cell si dimostra capace di utilizzare tale tecnica, che userà per uccidere Trunks del futuro. È presente nei videogiochi della serie Budokai Tenkaichi, Dragon Ball: Raging Blast e Dragon Ball: Raging Blast 2.

## Dynamite Kick
Il Dynamite Kick è un attacco di Mr. Satan, che consiste in un calcio sferrato sul collo dell'avversario. Viene utilizzato anche da Gotenks contro Super Bu, senza però sortire alcun effetto.

## Distruzione
La Distruzione (破壊?, Hakai), chiamata inizialmente Disgregazione nell'edizione italiana dell'anime di Dragon Ball Super, è un potere di natura divina, generalmente a usufruirne sono gli Dei della distruzione che è alla base della loro forza, benché pure altri individui sarebbero in grado di servirsene. Usando questo potere è possibile distruggere qualunque cosa a livello molecolare eliminando il bersaglio dall'esistenza, e quando ciò succede si viene a liberare un'enorme emissione di energia, al momento della distruzione l’obiettivo rilascia un’esplosione di energia enorme, equivalente alla massa e alla forza del bersaglio (persino un piccolissimo frammento di pietra provoca una forte onda d’urto). Con una buona padronanza della Distruzione, essa può essere usata in maniera versatile, ad esempio la si può usare per sconfiggere il proprio avversario indebolendolo, ma senza necessariamente ucciderlo, esiste anche una variante di questo potere dove, aprendo la mano e indirizzandola verso il loro obiettivo, è possibile dissolverlo facendolo diventare polvere: questa tecnica viene mostrata per la prima volta da Beerus quando la usa per uccidere Zamasu facendolo scomparire. Tale tecnica a quanto pare potrebbe essere usata per eliminare anche un essere immortale dato che nel manga di Dragon Ball Super Goku, nonostante non sia un Dio della distruzione, si dimostra capace di saper utilizzare anche lui, seppur in modo incompleto, tentando di usarla contro lo Zamasu Fuso, pur non riuscendoci data la propria natura mortale e non divina. Quando il drago Torombo trasforma Granolah nel guerriero più forte del Settimo Universo, quest'ultimo si rivela subito in grado di padroneggiare la Distruzione.
Questo potere può essere comodamente paragonato all'esatta antitesi dell'Ultra Istinto perché mentre esso richiede un'assoluta concentrazione derivata dalla tranquillità e della quiete della mente, per poter usare la Distruzione è necessaria un'indole feroce e impetuosa.

## Doppia onda energetica a ricerca
La Doppia onda energetica a ricerca (ダブル追尾気弾?, Double Tsuibikidan) è una tecnica utilizzata da Crilin contro Piccolo al 23º Torneo Tenkaichi.
Si mette in posa, piegando le gambe, e lascia fuoriuscire da entrambe le mani un'onda energetica simile ad una Kamehameha. Crilin riesce poi a guidare i due fasci energetici perché seguano l'avversario, anche se questi si sposta.

## Esplosione elegante
L'Esplosione elegante è la tecnica più potente di Zarbon, da lui usata sia allo stato normale, che dopo la trasformazione. Essa consiste in un potente raggio di colore arancio/rosso scuro lanciato dal palmo della mano destra. Nei videogiochi Dragon Ball: Raging Blast e Dragon Ball: Raging Blast 2 è la mossa finale di Zarbon allo stato normale.

## Final Flash
Il Final Flash (ファイナルフラッシュ?, Fainaru Furasshu) è l'attacco più potente di Vegeta, appreso durante l'allenamento nella Stanza dello spirito e del tempo. È un raggio energetico che deve essere generato con entrambe le mani, Vegeta infatti deve estendere le braccia e aprire i palmi delle mani, per poi unirle e scagliare un violento e rapido raggio di energia. Vegeta usa questa tecnica potenziandola con i vari stadi del Super Saiyan.
È talmente potente da arrecare danni anche ad avversari più forti di lui come Cell e Zamasu fuso, benché si sia rivelato vano a causa dei loro poteri rigeneranti.
Nell'anime di Dragon Ball Super, Trunks del futuro dimostra di saper utilizzare anche lui tale tecnica contro Zamasu.

## Fusion
La Fusion (フュージョン?, Fyūjon) è una tecnica eseguita in coppia che permette agli esecutori di "fondersi" fisicamente in un individuo unico il cui risultante livello combattivo è enormemente superiore alla somma delle parti.

## Gabbia temporale
La Gabbia temporale (時間の牢獄?, Jikan no Rougoku) è la tecnica con la quale Hit intrappola il suo avversario facendo in modo che il tempo trascorra solo attorno al suo bersaglio, mentre esso rimane immobile. Mentre il nemico è intrappolato in questa prigione temporale, Hit può colpirlo. Hit userà la tecnica contro Jiren al Torneo del Potere ma, proprio come il Salto temporale, essa è efficace solo quando l'avversario ha un livello di forza inferiore a quello di Hit. Infatti Jiren, essendo più forte, neutralizza la tecnica in maniera relativamente facile, sconfiggendo poi Hit.

## Galactica Doughnut
La Galactica Doughnut (ギャラクティカドーナツ?, Gyarakutuka Dōnatsu), nell'adattamento italiano dell'anime Anello galattico, è una delle particolari tecniche burlesche di Gotenks:
essa consiste nel tracciare con l'indice della mano un anello di energia che una volta lanciato cinge l'avversario e lo stritola riducendo progressivamente il proprio diametro. Gotenks la usa per la prima volta contro Super Bu nella Stanza dello Spirito e del Tempo.

### Super Doughnut continuo
Trasformato in Super Saiyan III, Gotenks riesce ad eseguire una Super Doughnut continuo (れんぞくスーパードーナツ?, Renzoku Supaa Dōnatsu), generando tre Galactica Doughnut in sequenza diretta: in questo caso i tre anelli non sono lanciati dal dito indice bensì dalle mani congiunte a formare un cerchio. Benché differente nell'esecuzione, la tecnica ha un effetto simile allo Spaghetto catarroso di Giran e agli Anelli energetici di Vegeta.

## Gamma Burst Flash
Il Gamma Burst Flash (ガンマバーストフラッシュ?, Ganma Bāsuto Furasshu) è un attacco energetico eseguito da Vegeta trasformato in Super Saiyan blu. Questa tecnica appare solo nel manga di Dragon Ball Super.
Vegeta accumula il Ki nelle mani poste all'altezza del petto e poi lancia l'onda, con i palmi delle mani rivolte verso l'esterno. La mossa sembra richiedere un dispendio di energie tale da essere pericolosa per lo stesso Vegeta, come notato da Trunks.
Vegeta improvvisa questa tecnica dopo che Zamasu fuso si è duplicato dalle forme di Black Goku e lo Zamasu del futuro. Spinto dalla rabbia, in forma Super Saiyan blu, allontana Goku e utilizza la tecnica che riduce in pezzi gli Zamasu, poi rigenerati ancora di più.
Durante il Torneo della Potenza, il Gamma Burst Flash viene combinato alla Kamehameha di Goku. Jiren il Grigio, che ha ancora molte energie nonostante il suo precedente scontro combinato con i due Saiyan, si getta all'interno dell'attacco e riesce a resistergli.

## Garrick Cannon
Il Garrick Cannon (ギャリック砲?, Gyarikku Hō), chiamato Galick Cannon nel doppiaggio italiano dell'anime, è una delle tecniche di Vegeta, un potente raggio energetico di colore viola scagliato con entrambe le mani in maniera molto simile alla Kamehameha.
Nell'anime di Dragon Ball Super tale tecnica viene imparata da Trunks del futuro e da Cabba, un saiyan del Sesto Universo.

### Garrick Cannon finale
Il Garrick Cannon finale (ファイナルギャリックキャノン?, Fainaru Gyarikku Kyanon) è una variante del Cannone Galick, contrariamente a quella classica si esegue con una mano sola. Vegeta usa questa tecnica per eliminare Zarbon.

### Doppio Garrick Cannon
Il Doppio Garrick Cannon (ダブルギャリックキャノン?, Daburu Gyarikku Kyanon) è un'altra variante del Cannone Galick che Vegeta usa contro Pui Pui, disintegrandolo.

## Grande boato
La Grande boato (魔空包囲弾?, Makūhōidan) è una tecnica usata da Piccolo contro Numero 17; consiste nel comprimere tutta la propria energia nel palmo di una mano per poi liberarla in un potentissimo raggio d'energia contro il nemico.
Per eseguire questa tecnica è necessaria una grande forza fisica e molta concentrazione.
Questa tecnica riduce drasticamente la vita dell'utilizzatore e ne prosciuga le forze.

## Grido esplosivo
Il Grido esplosivo (スクリームエクスプロージョン?, Sukurīmu Ekusupurōjon) è la tecnica più potente di Cell Max. Egli alza il braccio destro verso l'alto e con la propria energia materializza una sfera di energia di dimensioni tali che il diametro si estende per miglia intere, la sfera esercita un proprio campo gravitazionale, tanto da attirare a sé ciò che lo circonda. Poi Cell Max comprime la sfera riducendone di molto le dimensioni per poi lanciarla contro il suo bersaglio. Cell Max ha usato questa tecnica contro Gohan che però con il Makankosappo è stato capace di neutralizzarla totalmente.

## Lampo infernale
Il 'Lampo infernale' (ヘルズフラッシュ?, Heruzu Furasshu) è una delle tecniche più potenti di Numero 16, consistente in un enorme fascio energetico di colore giallo. Tale tecnica apparirà solo una volta quando l'androide la utilizzerà durante il suo combattimento contro Cell.

## Illusione distruttiva
L’Illusione distruttiva (イリュージョンスマッシュ?, Iryūjyon Sumasshu) è una tecnica utilizzata da Janemba nel film d'animazione Dragon Ball Z: Il diabolico guerriero degli inferi, da Zamasu nel manga di Dragon Ball Super e da Aniraza nell'anime di Dragon Ball Super.
Gli attacchi di colui che utilizza questa tecnica possono piegare lo spazio aprendo dei wormhole per poi andare a segno colpendo l'avversario a lunga distanza, cogliendo di sorpresa il nemico dato che è difficile prevedere da che direzione colpirà l'attacco.

## Jan Ken
Lo Jan Ken (ジャン拳?, Jan-ken) è una tecnica che Goku usa nella prima serie, chiamata anche Morra cinese, nel doppiaggio italiano della serie: quando esce Sasso (グ?, Gu) Goku colpisce con un forte pugno, detto anche Pugno Janken; se esce Forbici (チョキ?, Choki) colpisce con due dita agli occhi; infine, se esce Carta (パー?, Paa) tira un forte schiaffo al nemico. Nei videogiochi Della serie Budokai Tenkaichi viene chiamata "Contrattacco" (dato che riesce a contrattaccare una mossa avversaria solo fisica).
Nella Versione Inglese della serie e dei videogiochi viene usata solo da Goku Bambino (come in quella italiana) e viene chiamata Janken Fist (letteralmente Artiglio/Colpo della morra Cinese).

## Kaioh Ken

Goku mentre esegue il Kaioh Ken

Il Kaioh Ken (界王拳?, Kaiō-ken, letteralmente "Colpo del Re dei mondi") nell'adattamento italiano dell'anime Dragon Ball Z Kai-O-Ken, è una tecnica di combattimento inventata da Re Kaioh del Nord e insegnata da questi solo a Goku, quando il Saiyan si trovava sul suo pianeta. Sebbene necessiti di una perfetta capacità di controllo del Ki, raggiungibile da Goku solo nella sua forma normale, il Kaioh Ken permette di moltiplicare la quantità di Ki posseduta e, con essa, anche la velocità, l'attacco, la forza e la difesa.
Il Kaioh Ken può essere usato a diversi "livelli", e il livello utilizzato determina il fattore moltiplicativo delle caratteristiche succitate; ad esempio, il terzo livello di Kaioh Ken moltiplica l'aura, la velocità, l'attacco, la forza e la difesa di tre volte. Il massimo livello utilizzabile è determinato solo dalla costituzione e dall'abilità dell'utilizzatore della tecnica: durante l'arco dei Saiyan Goku è in grado di utilizzare il secondo livello senza effetti collaterali, il terzo lo affatica e gli procura intensi dolori, ed il quarto lo strema, ma durante il successivo arco di Freezer Goku è divenuto in grado di utilizzare il decimo livello senza effetti collaterali, mentre il ventesimo ancora lo strema pur avendolo utilizzato solo per alcuni secondi. In Dragon Ball Super solo nell'anime Goku utilizza questa tecnica abbinandola al Super Saiyan blu durante lo scontro contro Hit arrivando al Kaioh Ken alla decima potenza e durante lo scontro contro Jiren addirittura alla ventesima potenza.
Né nei manga né negli anime viene spiegato il motivo per cui nessun altro personaggio allenato da Re Kaioh faccia uso di tale tecnica.
Oltre che nei manga e negli anime, il Kaioh Ken viene utilizzato da Goku anche nei seguenti film di Dragon Ball Z:
- Il più forte del mondo;
- La grande battaglia per il destino del mondo;
- La sfida dei guerrieri invincibili;
- Il destino dei Saiyan;
- L'invasione di Neo Namek.

In Dragon Ball Z, durante l'arco del Torneo dell'aldilà (esistente solo nell'anime), Goku utilizza il Kaioh Ken in combinazione con la trasformazione in Super Saiyan per sconfiggere Paikuhan, anche se solo per un attimo, urlando "Super Kaioh Ken", anche se nell'edizione italiana, per un errore di doppiaggio, Goku pronuncia "Doppio Kai-O-Ken".

## Lama circolare dell'anima
La Lama circolare dell'anima (気円斬?, Kienzan), conosciuto come Cerchio magico nell'edizione italiana dell'anime, è la tecnica più potente di Crilin. Esso consiste in un disco energetico estremamente tagliente e praticamente inarrestabile, capace di ferire nemici con un livello di combattimento molto superiore a quello dell'utilizzatore. La tecnica non sembra mostrare limiti di efficacia:
utilizzandola, Crilin è riuscito a ferire Nappa e perfino Freezer, avversari rispetto ai quali era estremamente inferiore per forza combattiva e, similmente, utilizzando tale tecnica Goku riesce a tagliare in due Majin Bu potenziato dall'assorbimento di Gotenks e Piccolo pur trovandosi allo stato base. Vegeta seppero esausto riesce a usare la tecnica contro Gohan quando quest'ultimo era uno Scimmione tagliandogli la coda facendolo regredire nella sua forma umana. Nell'adattamento animato Dragon Ball Z invece vengono introdotti limiti alla tecnica: utilizzata da Crilin, essa si rivela completamente inefficace contro Cell, mentre quando la creatura di Gelo lo usa contro Son Gohan quest'ultimo riesce ad arrestarne due contemporaneamente con il solo uso delle mani. Oltre che da Crilin, Goku e Vegeta, la tecnica viene utilizzata anche da Vegeta e Numero 18.
L'utilizzatore può generare dei piccoli varchi nello spazio (wormhole) vicino a sé che hanno l'altra estremità in un punto più distante, e questi varchi possono essere usati per farci passare le proprie mani in modo da colpire a distanza anche senza avere delle armi da attacco a distanza o utilizzare raggi o sfere d'energia. Il vantaggio della tecnica è che permette di prendere continuamente l'avversario di sorpresa, visto che l'estremità lontana del varco può essere piazzata in qualunque punto attorno all'avversario.
Crilin nella serie Super dà prova di aver perfezionato la tecnica infatti è capace di lanciare contro il nemico più lame circolari contemporaneamente riuscendo anche a variare la traiettoria dell'attacco anche dopo averlo lanciato, in modo da riuscire a cogliere di sorpresa in maniera più efficace i suoi nemici.

### Lama circolare a ricerca
La Lama circolare a ricerca (追尾気円斬?, Tsuibi Kienzan), o Lama laser rotante nella versione italiana dell'anime, si tratta di una tecnica simile alla classica Lama circolare, del quale si possono controllare gli spostamenti con semplici gesti delle mani. Si possono controllare anche più Lame circolari alla volta. Tale tecnica viene impiegata Freezer al 100% come ultima risorsa quando a seguito del considerevole calo della sua forza combattiva dovuto alla sua trasformazione, non era più in grado di combattere contro Son Goku Super Saiyan. Freezer utilizza prima un solo disco e poi due. Questi dischi sono velocissimi, solo un Super Saiyan è in grado di schivarli o di superare la loro velocità. Anche Cell e i Cell Junior sono in grado di utilizzarla, in quanto questi ultimi possiedono le cellule (perciò anche le tecniche e le abilità) del tiranno spaziale: nell'anime Dragon Ball Z Cell stesso usa questa tecnica contro Goku, durante il Cell game. È una tecnica molto rischiosa in quanto i dischi di energia possono diventare delle pericolose lame vaganti una volta perso il controllo. Sarà proprio questa particolarità che farà perdere lo scontro a Freezer, venendo tagliato a metà dalla sua stessa tecnica. Esso è presente nei videogiochi Dragon Ball Z: Budokai tenkaichi 1, 2 e 3, in Dragon Ball: Raging Blast, in Dragon Ball: Raging Blast 2 e in Dragon Ball Z: Ultimate Tenkaichi.

## Lampo demoniaco
Il Lampo demoniaco (魔閃光?, Masenkō), chiamato nell'edizione italiana dell'anime Onda letale e talvolta Lampo distruttore (confuso spesso con la Kamehameha), è una delle tecniche più potenti di Gohan, inventata da Piccolo, e poi appresa da Gohan. Gohan la utilizza per la prima volta in un momento di rabbia dopo l'uccisione di Piccolo, usandola contro Nappa. La tecnica viene eseguita posizionando i palmi aperti delle mani l'uno davanti all'altro, più o meno all'altezza della fronte, dove viene concentrata l'energia; dopo di ciò si protendono le braccia in avanti con i palmi ancora uniti, lanciando così un raggio energetico di colore giallo. Questa tecnica viene usata anche da Trunks. Il lampo demoniaco usato da Gohan è presente sia nella serie animata che nei videogiochi Dragon Ball: Raging Blast e Dragon Ball: Raging Blast 2, mentre quello usato da Trunks era inizialmente presente solo nei videogiochi Dragon Ball: Raging Blast e Dragon Ball: Raging Blast 2, ma si è poi visto anche in Dragon Ball Super.

## Manipolazione corporea
La Manipolazione corporea è una tecnica esclusiva di Majin Bu, che consiste nel deformare e nel contorcere il suo corpo a proprio piacimento.
Majin Bu può allungare i propri arti in maniera praticamente infinita, permettendogli addirittura di entrare all'interno dei corpi delle persone. Può liquefarsi ed entrare in una bambina per poi farla esplodere, passare per fessure estremamente ridotte, cambiare i lineamenti del proprio viso, ecc. La utilizza contro un terrestre facendolo esplodere e, solo in Dragon Ball Z, contro Vegeth senza sortire alcun effetto.
In Dragon Ball Super durante il torneo del potere appare un guerriero che è in grado di cambiare la forma del proprio corpo a piacimento e di rigenerarsi sempre. Tale guerriero è Maji Kayo del Terzo Universo.
Questa abilità gli permette di utilizzare le seguenti tecniche:

### Attacco del grasso corporeo
È una tecnica utilizzata soltanto dal Bu grasso: essa consiste nell'estrarre parte del grasso dalla pancia e lanciarlo verso il bersaglio, avvolgendolo; il grasso inizia così a stritolare la vittima immobilizzata.
Questo attacco, chiamato anche Attacco del grassone o Attacco di grasso, può essere annullato solamente se la persona intrappolata è abbastanza forte da liberarsi, oppure se viene liberata da qualcun altro.

### Sfera di Bu
Tecnica usata da Bu contro Gotenks Super Saiyan 3, contro Gohan Supremo ed in seguito contro Goku Super Saiyan 3 sul pianeta dei Kaiohshin: essa consiste nel contorcere il proprio corpo assumendo la forma di una palla di cannone e scagliarsi sul nemico ad alta velocità, percuotendolo ripetutamente.
Questa tecnica viene chiamata anche Attacco Sfera del Male nei videogiochi della serie Budokai o Combinazione Mistica nei videogiochi della serie Budokai Tenkaichi.

## Onda dell'arginamento demoniaco
L’Onda dell'arginamento demoniaco (魔封波?, Mafūba), chiamata Onda sigillante nell'edizione italiana dell'anime, è una tecnica molto particolare, che consente di intrappolare il nemico all'interno di un recipiente dotato di tappo, come ad esempio una boccetta.
La sua esecuzione richiede un enorme dispendio di energia, tanto che, per coloro che non hanno un livello combattivo sufficientemente alto, risulta mortale. Il suo vantaggio è che può consentire di mettere fuori combattimento un nemico troppo potente per essere sconfitto, oppure impedirgli di nuocere senza doverlo uccidere.
L'esecutore deve riuscire ad intrappolare in una sorta di vortice di energia l'avversario, e quando quest'ultimo raggiunge il termine della spirale, deve essere indirizzato con grande precisione all'interno del recipiente; mentre il riuscire nell'impresa è piuttosto arduo, per liberare la persona intrappolata è sufficiente aprire il contenitore.
La tecnica è stata utilizzata la prima volta da Mutaito (insegnante del Maestro Muten) per imprigionare il Grande Mago Piccolo in una pentola cuociriso elettrica (o thermos nell'edizione italiana della vecchia edizione del manga). Dopo che l'essere malvagio è stato liberato, il Maestro Muten tenta a sua volta di intrappolarlo nuovamente, ma sfortunatamente fallisce mancando il recipiente e perdendo la vita invano a causa dell'eccessivo sforzo.
Successivamente anche Tenshinhan apprende questa tecnica, con la speranza di sconfiggere il crudele Grande Mago Piccolo: purtroppo, quando si trova davanti al suo temibile avversario, scopre con orrore che il contenitore dentro al quale avrebbe voluto rinchiuderlo definitivamente si è danneggiato durante i suoi allenamenti: per questo rinuncia ad eseguirla. Al contrario del manga, nell'anime Tenshinhan compie la tecnica ma il Grande Mago Piccolo riesce a distruggere in tempo il contenitore: dopo aver usato la tecnica, Tenshinhan riesce a sopravvivere, ma non è in grado nemmeno di stare in piedi.
Durante il 23° Torneo Tenkaichi, anche il Dio della Terra tenta di intrappolare Piccolo con la stessa tecnica, ma quest'ultimo ha previsto tale eventualità e nei tre anni precedenti ha inventato una tecnica per rispedire la l'onda dell'arginamento demoniaco contro l'avversario: in tal modo è il Dio della Terra a venire sigillato.
In Dragon Ball Super Muten insegna a Goku la tecnica per poter sconfiggere Black Goku e Zamasu nel futuro di Trunks che tuttavia non utilizza perché il contenitore per il sigillamento viene rotto. Questo viene riparato da Bulma e con il cellulare mostra una ripresa della tecnica a Trunks del futuro, così facendo egli impara la tecnica e la utilizza contro Zamasu riuscendo a sigillarlo. Tuttavia non avendo il sigillo per tenere chiuso il contenitore il nemico si libera dopo pochi minuti. Nel manga la cosa avviene diversamente, il vaso non viene rotto ed è Goku ad utilizzare la tecnica contro Zamasu del futuro, anche se poi il finale non cambia e non avendo il sigillo il nemico si libera. 
Durante il Torneo del Potere, solo nella serie animata, Muten utilizza tale tecnica per sigillare Dercori del Quarto Universo, riuscendo a sconfiggerla. Utilizza tale tecnica anche contro Frost del Sesto Universo, tuttavia manca il bersaglio; riprova ad utilizzarla anche contro Magetta, compagno di Frost, ma quest'ultimo riesce a bloccare la tecnica e a rigirarla contro Vegeta, riuscendo a sigillarlo. Il principe dei Saiyan verrà poi liberato da Muten.
Nel film live action Dragonball Evolution, questa tecnica viene utilizzata da Muten contro Piccolo, ma senza successo (nel film, Piccolo era già stato precedentemente rinchiuso per duemila anni tramite tale tecnica, ma in qualche modo era uscito dal contenitore).

## Onda demoniaca esplosiva
L’Onda demoniaca esplosiva (爆力魔波?, Bakurikimaha) è un colpo molto potente che parte da una sola mano mentre l’altra fa di supporto. Provoca una grande esplosione in grado di devastare totalmente un'ampia zona attorno al bersaglio, radendo al suolo tutto ciò che si trova nelle vicinanze. Una tecnica simile è l'attacco Polveroso, usato da Piccolo contro Radish. L'onda demoniaca esplosiva viene usata dal Grande Mago Piccolo e da Piccolo.

## Onda Dodonpa
L'Onda Dodonpa (どどん波?, Dodon Pa), chiamata anche Onda distruttiva o Onda Dodò nel doppiaggio italiano dell'anime, è un attacco esclusivo della scuola dell'Eremita della Gru. Viene usata da Tenshinhan, Jiaozi, Taobaibai e l'Eremita della Gru: si basa sul lancio dall'indice di un potente raggio giallo/arancione, difficile da fermare a causa della elevata velocità e potenza. Il colpo esplode al contatto col bersaglio, senza tuttavia provocare danni fisici visibili. Viene utilizzato soprattutto nella prima serie: Taobaibai, per esempio, la utilizza contro Son Goku per ucciderlo, ma senza avere successo. È più potente e veloce di una Kamehameha normale, ma al contrario di questa non si può potenziare e viene quindi presto abbandonata da Tenshinhan e Jiaozi a favore di tecniche migliori.

### Super onda Dodonpa
La Super onda Dodonpa (スーパーどどん波?, Supa Dodon Pa, nel doppiaggio italiano dell'anime Super cannone spirituale) è una variante più potente dell'Onda Dodonpa. Viene usata da Taobaibai, rinato androide, che la emana da un'apertura segreta collocata sul polso destro. La utilizza contro Tenshinhan durante il 23º Torneo Tenkaichi.

## Onda Kamehameha
L’Onda Kamehameha (かめはめ波?, Kamehameha), chiamata Onda energetica nell'edizione italiana dell'anime, è un'emissione di energia bianco-azzurra utilizzata molto spesso in combattimento. È stata inventata dal Maestro Muten dopo 50 anni di pratica.

## Papparapà
La Papparapà (パッパラパー?, Papparapā), chiamato Dandadadà nella versione italiana, è l'arte magica con la quale Babidy distorce lo spazio, teletrasportando con essa un ambiente chiuso come una stanza in un altro luogo, indipendentemente da quanto sia lontano, infatti quando Goku, Vegeta, Gohan e Kaiohshin si addentravano nei vari livelli della sua base, li teletrasportava ovunque volesse, persino nel pianeta Zoon e nel Pianeta delle Tenebre, sembra che la portata di questo potere non abbia limiti, addirittura è stato capace di proiettarli anche nella Dimensione demoniaca.

## Potenziale sbloccato
Il Potenziale sbloccato (潜在能力解放?, Senzai Nōryoku Kaihō), anche noto come Evoluzione suprema (アルティメット進化?, Arutimetto Shinka) o Super trasformazione (超変化?, Chō Henka), è una abilità usata da Son Gohan. In questa forma, egli è conosciuto anche come Gohan Supremo (アルティメット悟飯?, Arutimetto Gohan). Non si raggiunge tramite un duro allenamento, ma attraverso un rito dell'Anziano Kaiohshin di 25 ore, che risveglia il potere latente del guerriero a cui è dedicato il rito. In questa forma, Gohan, sebbene non si trasforma in Super Saiyan, possiede un potere superiore persino al Super Saiyan III. In questa forma i capelli di Gohan non cambiano colore ma spunta solo un ciuffo sulla fronte. Gohan non si è mai trasformato in Super Saiyan mentre è in questa forma; questo può dipendere dal fatto che l'Anziano Kaiohshin disse a Gohan che se si fosse trasformato avrebbe perso i suoi poteri.

## Proiettile dell'anima manovrabile
Il Proiettile dell'anima manovrabile (酔拳?, Sou-Ki-Dan), chiamata Sfera luminosa nel doppiaggio italiano dell'anime, è la tecnica migliore di Yamcha: essa consiste in una sfera d'energia molto potente, formata dall'accumulo di ki nel palmo della mano; il braccio usato per lanciare la sfera serve anche per manovrarla a distanza (con gesti delle dita), indicandogli la direzione da seguire. La sfera può anche andare ed essere guidata sottoterra. Viene usata per la prima volta contro Divo (in realtà il Dio della Terra sotto mentite spoglie) al 23º Torneo Tenkaichi, mettendo in difficoltà l'avversario, che tuttavia riesce a schivare più volte l'attacco, venendo colpito soltanto all'ultimo ma senza particolare effetto.
Yamcha impiega il Proiettile dell'anima manovrabile anche nel 4° speciale di Dragon Ball Ossu! Kaette kita Son Goku to nakama-tachi!!, non in combattimento, bensì per salvare Olong, Bulma e Pual da un palazzo in crollo.

## Raggio Akkumite
Il Raggio Akkumite (アクマイト光線?, Akumaito Kōsen), chiamato Raggi diabolici nel doppiaggio italiano della serie, è la tecnica mortale di Akkuman, dove lui, stendendo le dita medie e indici di entrambe le mani verso le tempie per poi puntarle contro l'avversario, lancia contro il suo bersaglio un raggio di energia a spirale, capace di uccidere chiunque celi cattiveria nel suo animo. Akkuman usa questa tecnica contro Goku, ma contro di lui non sortisce alcun effetto, dato che nel suo animo non alberga nessuna forma di cattiveria.

## Raggio della trasfigurazione
Il Raggio della trasfigurazione è una speciale abilità del Grande Kaiohshin, in seguito acquisita da Majin Bu dopo l'assorbimento di quest'ultimo: la tecnica permette di trasformare qualunque oggetto solido in ciò che si desidera, colpendolo con un particolare raggio. Nella serie Majin Bu usa la tecnica prevalentemente per trasformare gli esseri umani in dolci, di cui è molto goloso, anche se dimostra di poter trasformare qualsiasi altro oggetto, oltre che le persone. Come accennato prima, non si tratta di una tecnica innata di Majin Bu, bensì di una tecnica inventata dal Grande Kaiohshin. Per questo motivo il Bu puramente malvagio non può utilizzarla, in quanto in lui non vi è la divinità, la cui essenza è presente nel Bu buono e, conseguentemente, nel Bu grasso e nel Super Bu, di cui il Bu buono è un componente mentre Kid Bu l'ha imparata dopo averlo assorbito.

## Raggio oculare
Il Raggio oculare (光線眼?, Kōsengan), detto anche Eye Laser, è un attacco che consiste in due raggi energetici sparati dagli occhi. Questa tecnica viene usata da Piccolo, Freezer, Cooler, Cell, Nappa, Numero 16, Numero 20 e Numero 19. Una variante è quella utilizzata da Tenshinhan in occasione del 23º torneo Tenkaichi, il quale utilizza il Raggio oculare emanandolo dal suo terzo occhio. A seconda del caso e dell'utilizzatore, questo attacco può danneggiare soltanto una persona a breve distanza e guardata direttamente, oppure essere un colpo a lungo raggio (ad esempio il Dr. Gelo lo usa per devastare un intero quartiere). Questa tecnica è molto utile anche per liberarsi da una morsa nemica dato che è un colpo molto rapido, a sorpresa e nella maggior parte dei casi infallibile. Il raggio oculare usato da Cooler, 16, 20 e 19 è presente nei videogiochi Dragon Ball Z Budokai Tenkaichi 2 e 3 e in Dragon Ball: Raging Blast 2, mentre quello usato da Freezer, Cell e Nappa è presente solo nella serie animata.

## Salto temporale
Il Salto temporale (時とばし?, Toki-Tobashi) è la tecnica principale di Hit che gli permette di bloccare il tempo attorno a sé per un decimo di secondo, e grazie alla sua eccezionale velocità lui può colpire i suoi avversari in quel breve lasso di tempo. Il Salto temporale gli permette di creare immagini multiple di lui. Come viene specificato nel manga il Salto temporale funziona solo contro avversari che hanno un livello di forza inferiore a quello di Hit, infatti essendo Goku e Jiren più forti di lui, la tecnica contro di loro sarà inefficace. Userà questa tecnica nel torneo tra il Sesto e il Settimo Universo contro Vegeta riuscendo a batterlo facilmente, al contrario di Goku che riuscirà con maestria a difendersi da questa tecnica. La userà nuovamente al Torneo del Potere contro Jiren che però la neutralizzerà facilmente.

## Sfera dell'energia spirituale

Rappresentazione stilizzata di una Sfera dell'energia spirituale, col guerriero effettuante la tecnica.

La Sfera dell'energia spirituale (元気玉?, Genki dama), conosciuta come Energia sferica nelle edizioni italiane dell'anime e Sfera Genki/Genkidama nei film, è una tecnica di combattimento insegnata soltanto a Goku da Re Kaioh del Nord durante la permanenza di Goku sul suo pianeta, divenendo l'attacco più potente del Saiyan. Presenta però lo svantaggio di non potersi muovere durante la raccolta dell'energia, rendendo Goku vulnerabile agli attacchi.
Tenendo le mani aperte verso il cielo, Goku è in grado di richiedere a tutti gli esseri viventi una parte della loro energia, formando in tal modo una sfera di immense dimensioni e potenza pronta per essere scagliata contro l'avversario.
Il Saiyan impiega varie volte questa tecnica:
- contro Vegeta sulla Terra;
- contro Freezer su Namecc; in Dragon Ball FighterZ, la sfera formata in quest'occasione, viene indicata col nome di Super Sfera Genkidama;
- contro Kid Bu sul pianeta dei Kaiohshin;
- contro Jiren durante il Torneo del Potere in Dragon Ball Super. In quest'occasione Goku assorbe l'energia dei suoi compagni di squadra per il torneo con la sola eccezione di Vegeta, che si rifiuta di fornirgliela per potergli così coprire le spalle da eventuali attacchi di altri combattenti, salvandolo da Ribrianne, e Goku chiama la sfera formata col nome di Sfera Genkidama del Settimo universo.
- contro Li Shenron sulla Terra in Dragon Ball GT; in Dragon Ball FighterZ, la sfera formata in quest'occasione, viene indicata col nome di Super Ultra Sfera Genkidama, perché è stata formata dall'energia di tutti gli esseri viventi dell'intero universo;

La tecnica è utilizzata anche nei film tratti dalla serie:
- contro il Dr. Willow nel film Il più forte del mondo;
- contro Turles nel film La grande battaglia per il destino del mondo;
- contro Slug nel film La sfida dei guerrieri invincibili;
- contro C-13 nel film I tre Super Saiyan mentre è trasformato in Super Saiyan. In quest'occasione Goku però non scaglia immediatamente la sfera e si limita ad assorbirla per aumentare il proprio potere.

Nel film I tre Super Saiyan e nell'episodio 109 dell'anime di Dragon Ball Super, Crilin afferma che Goku nello stadio di Super Saiyan non potrebbe utilizzare la Sfera dell'energia spirituale dal momento che in tale forma il cuore e la mente non sono puri. Nel film Goku è però in grado di utilizzare la tecnica anche come Super Saiyan in quanto sarebbe divenuto puro di cuore anche in questa forma.
Benché Cell non abbia mai utilizzato la tecnica della Sfera dell'energia spirituale, nel manga Dragon Ball, durante il suo primo incontro con Trunks del futuro e Crilin, egli afferma chiaramente di saperla utilizzare. La cosa viene sfruttata nei videogiochi Dragon Ball Z: Budokai Tenkaichi e Dragon Ball Z: Budokai Tenkaichi 2, dove il personaggio è in grado di generare una Sfera Genkidama.
Per un errore nell'adattamento italiano di Dragon Ball Z ad opera della Merak Film, nella scena in cui Goku utilizza per la prima volta il Kaioh Ken contro Nappa, il Saiyan dice "Energia sferica, via!" invece di "Kai-O-Ken!".

## Sfera imprigionante
La Sfera imprigionante (懲役ボール?, Chōeki Bōru) è una tecnica che permette al suo utilizzatore di intrappolare il suo nemico in un piccolo campo di forza, Freezer riesce a usarla a distanza ravvicinata aprendo la mano sinistra e indirizzandola contro il bersaglio mentre la sua mano destra stringe il braccio sinistro, lui ne fa uso su Namecc durante il suo duello con Goku per imprigionarlo ma Goku riesce a liberarsi dalla tecnica. Nel manga di Dragon Ball Super anche il Dio della distruzione Vermoud sa utilizzare questa tecnica, anche se la sua è una versione migliore, infatti può utilizzarla anche a lunga distanza, aprendo entrambe le mani puntandole contro il bersaglio, addirittura può generare più campi di forza intrappolando un numero maggiore di avversari.

## Sfera letale
La Sfera letale (デスボール?, Desu Bōru), è l'attacco più potente di Freezer: essa consiste in una sfera di colore nero delle dimensioni di una testa umana e avvolta da scariche elettriche rosse, scagliata dall'indice della mano. Il tiranno galattico la crea rivolgendo un braccio verso l'alto tenendo il pugno chiuso ad eccezione dell'indice che tiene alzato per creare la Sfera. Freezer proverà a usarla contro Goku su Namecc ma non sarà capace di completarla in quanto la Sfera Genkidama di Goku disintegrerà facilmente la Sfera Letale di Freezer, visto che non era ancora completa, infatti il tiranno spaziale usa la tecnica nel suo pieno potere nel manga di Super, usandola contro Jiren il quale riuscirà, seppur a fatica, a respingerla. In molti videogiochi, anche Cooler utilizza questa tecnica, ma soltanto allo stadio base: dopo la trasformazione, infatti, preferisce la Super Nova in luogo della Sfera Letale.

### "Distruggerò questo pianeta!"
"Distruggerò questo pianeta!" (この星を消す?, Kono hoshi o kesu!) chiamata Svanirai insieme a questo pianeta! nel doppiaggio italiano della serie Dragon Ball Z, è un'ulteriore variante della Sfera letale, concentrata al massimo, di colore rosso scuro e di misura maggiore:
come per la tecnica Sfera letale 100%, quest'attacco viene scagliato con ambedue le mani invece che con un solo indice. Essa è la tecnica utilizzata da Freezer per distruggere il pianeta Namecc. Pare che sia una sfera letale che Freezer concentra in modo che non sia troppo potente da far esplodere anche lui insieme al pianeta (come afferma anche Goku). Si rivela pertanto efficace a distruggere il nucleo di Namecc ma non a distruggere immediatamente il pianeta, che esploderà diversi minuti dopo aver subito il tremendo colpo.
Il nome della tecnica, sia in giapponese che in italiano, è stato introdotto a partire dal videogame Dragon Ball Z: Budokai Tenkaichi 3, dove l'attacco è la mossa finale di Freezer al quarto stadio.

### Sfera letale 100%
La Sfera letale 100% (100%デスボール?, 100% Desu Bōru) è una variante molto più potente della Sfera letale introdotta nell'anime Dragon Ball Z. Questo attacco viene anche chiamato "Energia Distruttrice di Freezer", dal narratore italiano dell'anime. Si tratta di una sfera enorme, paragonabile per le dimensioni alla Grande Genkidama ma rispetto a quest'ultima, possiede una potenza molto superiore. Essa è di colore viola/bianco con rare scariche elettriche di colore blu. Tale sfera possiede una potenza smisurata, infatti è capace di far esplodere un pianeta in un attimo. Freezer può creare questa sfera in pochi secondi ma solo quando si trova al 100% delle sue possibilità.
Freezer utilizza questa mossa nella puntata "Ultimo Round" dell'anime, per dare il colpo di grazia a Namecc e farlo esplodere insieme a Son Goku che, tuttavia, pur venendo messo in serie difficoltà dall'attacco, riesce comunque a respingere il colpo e a deviarlo verso il cielo facendolo scontrare con un vicino pianeta che esplode immediatamente all'impatto. Goku trasformato in Super Saiyan riesce a respingere la sfera letale 100% con un solo pugno, tuttavia dopo averlo fatto ha il fiatone e sembra aver consumato parecchia energia per riuscirci. Per eseguire questo attacco, Freezer, ha bisogno di entrambe le braccia che rivolge verso l'alto con il palmo della mano aperto, e non di un braccio solo con l'indice puntato in alto.
Il nome della tecnica, sia inglese che italiano, è stato coniato nel videogioco Dragon Ball Z: Budokai Tenkaichi, dove l'attacco è la mossa finale di Freezer nella sua massima potenza. La mossa appare anche in Dragon Ball Z: Budokai Tenkaichi 2 dove anche Mecha Freezer la usa come mossa finale (ma in tal caso la mossa viene chiamata "Vendetta dell'Imperatore"). In entrambi i videogiochi, la sfera non appare di colore viola, bensì nera con scariche elettrica rosse, come la normale Death Ball, ma naturalmente con dimensioni maggiori di quest'ultima.

### Supernova
La Supernova (スーパーノヴァ?, Sūpā Noba) è una variante della Sfera letale introdotta nello special Dragon Ball Z: Le origini del mito quando Freezer la utilizza per distruggere il pianeta Vegeta. Apparirà una seconda volta nell'adattamento animato Dragon Ball Z quando Freezer la utilizzerà contro Trunks del futuro, il quale trasformatosi in Super Saiyan riuscirà a bloccarla e a salvarsi dall'esplosione di tale sfera. Sempre nell'anime Re Kaioh afferma che la Supernova è dieci volte superiore al colpo usato da Freezer per distruggere Namecc. Oltre a Freezer anche Cooler si dimostra capace di utilizzare la tecnica, usandola contro Son Goku nel tentativo di sconfiggerlo in un film relativo all'anime Dragon Ball Z. La Supernova può causare l'esplosione di un pianeta in pochi secondi. Come per la Sfera Letale, la Supernova viene creata tenendo l'indice verso l'alto, anche se Cooler impiega tutta la mano e non solo l'indice, probabilmente perché la Supernova da lui creata è più potente rispetto a quella di Freezer. La Supernova di Cooler è leggermente superiore per potenza alla Sfera Letale 100% di Freezer (visto che entrambe le mosse hanno messo in crisi Son Goku trasformato in Super Saiyan). Il nome della tecnica è stato coniato in Dragon Ball Z: Budokai 2, primo di molti videogiochi in cui è presente. In quasi tutti i videogiochi è la mossa finale di Cooler e Meta Cooler, ed in Dragon Ball Z: Budokai Tenkaichi 3, Dragon Ball: Raging Blast 2 e Dragon Ball Z: Ultimate Tenkaichi è la mossa finale anche di Freezer nella sua prima forma e di Mecha Freezer. Nel caso di Mecha Freezer, dopo aver lanciato la Supernova, nei videogiochi come nell'anime, la fa esplodere addosso all'avversario che tenta di bloccarla con un colpo energetico. La tecnica viene riproposta da Chilled nello special Dragon Ball: Episode of Bardock e da Aka nello special del 2008; quest'ultimo anziché caricarla con una mano puntata verso l'altro, la carica nella propria bocca per poi sputarla contro l'avversario.
Nel film Dragon Ball Z: La battaglia degli dei, anche Bills la usa durante lo scontro con Goku: lui la carica portando le mani davanti al petto (in maniera simile alla Bomba di Luce di Piccolo) per poi alzare le mani verso l'alto, ingigantendola. Goku riesce a bloccarla e allora Bills la ingrandisce colpendola con un Raggio Letale potenziato. Nonostante abbia l'aria di essere molto più forte delle originali di Freezer e Cooler, i suoi effetti non si vedono visto che Goku, ritrasformatosi in Super Saiyan God la assorbe rendendo vani gli sforzi di Bills. Questa variante è conosciuta come Sfera della distruzione.

## Shiyoken
Lo Shiyoken (四妖拳?, Shiyō-ken), chiamato anche Colpi della Dea Kali nel doppiaggio italiano della serie, è la tecnica con la quale Tenshinhan genera altre due braccia supplementari da dietro la schiena, appena sotto le scapole. Utilizzerà questa tecnica contro Goku, durante il 22º Torneo Tenkaichi. La tecnica dei quattro mistici richiede molta concentrazione durante il suo utilizzo, cosa testimoniata dal fatto che quando Goku aveva afferrato Tenshinhan per le gambe, quest'ultimo, a causa del dolore, non è stato più capace di concentrarsi, e dunque le sue braccia extra sono svanite.

## Sputo pietrificante
Lo Sputo pietrificante (石化唾?, Sekkatsuba) è la tecnica più pericolosa di Darbula, con la quale lui pietrifica i suoi avversari usando la sua saliva, infatti sputando addosso a una persona o un oggetto qualunque, esso diventa pietra. Le persone pietrificate conservano la loro forza vitale benché sia necessario preservare l'incolumità delle statue di pietra ed evitare che si danneggino. L'unico modo per spezzare il sortilegio è uccidere Darbula.

## Squarcio planetario
Lo Squarcio planetario (大地裂斬?, Daichiretsuzan) è un potente attacco di Freezer. Viene eseguito caricando il colpo tenendo un braccio contro un lato del collo, distendendolo quindi totalmente eseguendo un movimento diagonale; dalle dita quindi parte un sottile raggio tagliente, appena percettibile ad occhio umano, che riesce a colpire il bersaglio anche a grande distanza.
Durante il combattimento su Namecc tra Son Goku e Freezer, quest'ultimo riesce addirittura a provocare una crepa che taglia in due parti il pianeta.

## Super Ghost Kamikaze Attack
Il Super Ghost Kamikaze Attack (スーパーゴーストカミカゼアタック?, Sūpā Gōsuto Kamikaze Atakku), chiamato Attacco del super fantasma Kamikaze nel doppiaggio italiano della serie, è la tecnica più potente e più caratteristica di Gotenks: l'attacco consiste nel produrre dalla bocca, come fossero palloncini di chewing-gum, dei "fantasmi" con le sue stesse sembianze da scagliare contro l'avversario; essi esplodono al minimo contatto con qualsiasi cosa, sprigionando una grande quantità di energia. Gotenks la utilizza per la prima volta dentro la Stanza dello Spirito e del Tempo contro Super Bu, mentre è trasformato in Super Saiyan, senza riuscire tuttavia a sconfiggere l'avversario; in seguito, la tecnica viene appresa anche da Super Bu dopo che questi ha assorbito Gotenks, utilizzandola senza successo nella battaglia contro Vegeth (in questo caso i fantasmi hanno preso le sembianze del demone rosa e hanno fatto attacchi indipendenti, come la Kamehameha e il Masenko). È introdotto nei videogiochi Dragon Ball: Raging Blast, Dragon Ball Z: Budokai 3 e Dragon Ball: Raging Blast 2.

## Tecnica delle immagini residue
La Tecnica dell'immagine residua (残像拳?, Zanzō-ken), nell'edizione italiana dell'anime nominata in alcune occasioni come Ologramma, è un'azione diversiva che sfrutta il concetto di persistenza della visione.
Generando una impercettibile emanazione di Ki, l'esecutore crea un'impalpabile superficie riflettente e al tempo stesso effettua uno spostamento per uscire istantaneamente dal campo visivo dell'osservatore. Questo movimento produce un'ombra della sua immagine che rimane impressa sulla superficie realizzando una vera e propria proiezione di sé. Sebbene questa appaia indefinita e tremolante e la sua persistenza si riduca a pochi secondi, risulta sufficientemente realistica da indurre una breve illusione percettiva da sfruttare a proprio vantaggio.
A seconda del grado di esperienza, il numero di proiezioni eseguibili può essere moltiplicato, diventando una Tecnica delle immagini residue multiple (多重残像拳?, Tajū Zanzō-ken) e la proiezione integrata di ulteriori fotogrammi fino a simulare una sequenza in movimento.
Inventata dal maestro Karin, viene introdotta da Jackie Chun durante il 21º Torneo Tenkaichi. Tale tecnica viene poi utilizzata anche da Goku, Caulifla e Dyspo.

## Tecnica dei quattro corpi
La Tecnica dei quattro corpi (四身の拳?, Shi Shin no Ken), chiamata Quadruplicazione nel doppiaggio italiano della serie Super è una tecnica ideata da Tenshinhan, la quale permette all'utilizzatore di dividersi in quattro corpi, in modo da poter attaccare da più direzioni e avere un campo visivo maggiore. Viene utilizzata per la prima volta durante il 23º Torneo Tenkaichi contro Goku, risultando però inutile, poiché il Saiyan riusciva già a percepire l'aura del nemico e prevedeva quando qualcuno dei cloni lo stava per colpire alle spalle.
Il difetto di tale tecnica consiste nel fatto che ognuno dei corpi possiede solo 1/4 della forza, della velocità e della resistenza del guerriero originale, poiché anche questi attributi vengono divisi in quattro durante la tecnica: di conseguenza, ognuno dei quattro combattenti risulta più debole. Nell'anime altri personaggio si dimostrano capaci di utilizzare tale tecnica, fra questi abbiamo Piccolo, Crilin, il sergente Murasaki e Cell. Quest'ultimo riesce ad utilizzare la tecnica meglio dello stesso Tenshinhan, infatti i suoi quattro corpi mantengono la potenza dell'originale.

## Tecnica della pallavolo
La Tecnica della pallavolo (排球拳?, Haikyū-ken) è un colpo usato da Tenshinhan contro Goku durante il 22º Torneo Tenkaichi: essa consiste nell'utilizzare l'avversario come un pallone da Pallavolo.

### Bu Bu Volleyball ultra violento
Identica nell'esecuzione, Gotenks la effettua dopo aver compresso Super Bu dentro una sfera con il Super Doughnut continuo. Nello Special Ossu! Kaette kita Son Goku to nakama-tachi, Gotenks la usa specificando come questa sia una tecnica copiata da Tenshinhan.

## Tecnica delle palme fantasmagoriche
La Tecnica delle palme fantasmagoriche (萬国驚天掌?, Bankoku Bikkuri Shou), chiamata nell'edizione italiana dell'anime Energia elettrica, viene realizzata e usata esclusivamente dal Maestro Muten. Concentrando e trattenendo il Ki all'altezza delle mani, il maestro genera un'emanazione costante che ne sfrutta gli effetti più legati al calore e alla tensione che al comune impatto come nelle sue altre applicazioni. Il risultato è un'emissione di energia crepitante che avvolge l'avversario bloccandolo in uno stato simile all'elettrocuzione continuata.
Prima dell'evoluzione della Kamehameha, veniva considerata la tecnica più pericolosa tra le appartenenti alla Scuola Tartaruga dato che l'esposizione prolungata porterebbe alla morte chi la subisce, pertanto il suo creatore era restìo ad avvalersene se non per costringere alla resa. Viene specificato infatti che Muten ne ha fatto uso solo in due occasioni: contro Son Gohan e contro suo nipote. In Dragon Ball Super Muten riutilizza tale tecnica durante il torneo del potere contro Preecho del Terzo Universo.
Nell'anime, Piccolo usa una tecnica molto simile per tenere a bada Gohan trasformato in una Scimmia gigante.
Nel videogioco Dragon Ball Z: Budokai Tenkaichi 3, è la mossa finale del Maestro Muten.
Il nome originale parodia il titolo di una trasmissione televisiva giapponese degli anni '60, il Bankoku Bikkuri Show (lett. "lo Spettacolo che Sorprenderà il Mondo").

## Tecnica di fissione dello spirito
La Tecnica di fissione dello spirito (スピリットの強制分離?, Supiritto no Kyōsei Bunri) è una tecnica degli yardratiani, che tramite attacchi diretti permette di far sì che il nemico, nel caso faccia utilizzo di energie che non gli appartengono, venga privato di esse. Questa tecnica può eliminare l'effetto delle tecniche di assimilazione corporea, e anche la Fusione, sia quella della Danza di Metamor che quella dei Potara. Se invece viene usata contro un avversario che incrementa la sua forza tramite l'assorbimento di energie esterne, l'utilizzatore della fissione dello spirito non solo può sottrarlo di tali energie, ma anche manipolarle e distribuirle altrove, come nel caso di Molo, infatti Vegeta quando usa la tecnica per privarlo dell'energia degli esseri viventi che Molo aveva assorbito, la usa per riportare in vita i namecciani a cui Molo aveva drenato via la forza vitale. Come viene però puntualizzato da Molo, questa tecnica ha un punto debole: può essere eseguita solo quando l'utilizzatore riesce a colpire il nemico mettendo a segno i suoi attacchi. Può essere usata anche in maniera inversa incanalando l'energia altrui e trasferirla a un'altra persona per aumentarne la forza.

## Tecnica di galleggiamento
La Tecnica di galleggiamento (舞空術?, Buku-jutsu) con l'utilizzo del Ki (vedi introduzione), permette di volare, comprimendo l'aura di luce del personaggio (che è una manifestazione del suo Ki, rappresentata simile a una fiamma) e rilasciandola nella direzione opposta a quella di dove ci si vuole muovere, in maniera simile al funzionamento di un razzo a reazione. Espandendo maggiormente l'aura si può volare a velocità maggiore. Il funzionamento della tecnica viene illustrato da Gohan a suo fratello, Goten e Videl mentre gli insegna a padroneggiarla.
Viene introdotta inizialmente da Tenshinhan e Jiaozi, ma in seguito viene appresa da quasi tutti i guerrieri (tranne Yajirobei e il Maestro Muten).

## Teletrasporto
Per Teletrasporto (瞬間移動?, Shunkan Idō, letteralmente Trasporto istantaneo), si intende la capacità di muoversi istantaneamente tra due punti senza percorrere fisicamente lo spazio che li separa.
A parte una forma di teletrasporto caratteristica di Dio e Uranai Baba che dimostrano di potersi teletrasportare limitatamente al regno degli inferi e ritorno, nell'universo di Dragon Ball questa tecnica viene ascritta in due tipologie:

### Teletrasporto di Yardrat
In riferimento agli abitanti dell'omonimo pianeta che ne hanno sviluppato la tecnica, ovvero gli yardratiani. Per effettuare lo spostamento l'esecutore stabilisce un ponte con la destinazione servendosi della capacità di localizzare le fonti di Ki riconoscibili e sfruttandole come punti di rilevazione. Una volta individuata la fonte più prossima al punto d'arrivo, l'esecutore effettua un'accelerazione istantanea tale da dislocare la propria struttura fisica all'interno di un wormhole fino a giungere all'ubicazione della fonte. Limite di questa tecnica è la necessità di orientarsi mediante l'appoggio di una sorgente conosciuta che ne preclude l'uso qualora la suddetta non fosse rintracciabile. Benché l'esecuzione preveda la posa da fermo portando indice e medio alla fronte per favorire la concentrazione, Goku, ma anche Black Goku e Jimeze, uno yardratiano del Secondo Universo, sono in grado di inserirla in una qualunque fase di combattimento.
Nel film L'invasione di Neo Namek viene mostrato come anche all'interno del wormhole due guerrieri possano proseguire lo scontro, seppure per un lasso di tempo infinitesimale.
Cell e Metal Cooler apprendono la tecnica dopo averla vista eseguire da Goku.
In Dragon Ball GT Goku non è in grado di eseguirla sotto forma di bambino, mentre la utilizza quando trasformato in Super Saiyan IV (con tale trasformazione, egli assume nuovamente un aspetto adulto).
In Dragon Ball Super quando Zamasu scambia il suo corpo con quello di Goku diventando Black Goku apprende alcune tecniche del Saiyan, tra cui anche il teletrasporto. Nel manga, durante la battaglia con Molo sulla Terra, anche Vegeta impara ad usarlo dopo il suo allenamento sul pianeta Yardrat e torna sulla Terra, sebbene dichiari subito dopo che non la avrebbe più usato in quanto non sarebbe nel suo stile di combattimento. Nella saga di Granolah, anche Gas-dopo il desiderio espresso dal fratello Elec- dispone di un teletrasporto simile a quello di Yardrat, ma non riesce ad usarlo come Goku: quest'ultimo infatti, usando le aure di diversi abitanti della galassia (Jaco, altri membri della Pattuglia Galattica, Monaka, i prigionieri del Carcere Galattico e altre forme di vita) attira l'Heeter lontano da Cereal fino ad arrivare a Whis e al Pesce Premonitore, in visita su un pianeta molto distante, e subito dopo torna indietro seguendo lo stesso percorso ad una velocità tale che Gas non riesce ad inseguirlo col suo teletrasporto, costringendolo a tornare volando nello spazio.
Goku utilizza questa tecnica anche contro il Dio della distruzione Bills nel film Dragon Ball Z: La battaglia degli dei. Goku, dopo essere diventato un dio, è stato in grado di percepire la sua aura e di utilizzare la tecnica contro di lui con successo.

### Teletrasporto incondizionato
In riferimento alla totale assenza di vincoli. Non presenta particolari forme di realizzazione né alcun limite di movimento, l'esecutore può spostarsi indifferentemente in un qualunque punto dello spazio conosciuto o sconosciuto. Richiede un grado di controllo particolarmente alto nella manipolazione della materia posseduto solo da un ristretto numero di entità. Una di queste è Kibith, capace di spostarsi su qualunque pianeta. Anche Kibitoshin, diviene in grado di usare questa tecnica. Il teletrasporto di Kibitoshin viene poi "assimilato" da Kid Bu, semplicemente guardandolo.

## Ultra Istinto
L'Ultra Istinto (身勝手の極意?, Migatte no Gokui, letteralmente "Abilità segreta del corpo che si muove d'istinto"), chiamato Quintessenza dell'istinto nel manga di Dragon Ball Super, è uno stato particolare peculiare degli Angeli, insito nella loro natura in quanto essi ne possono beneficiare in stato permanente, ed estremamente difficile da raggiungere perfino per gli Dei della distruzione. Come spiegato da Whis, in condizioni normali la velocità di reazione alle minacce è limitata dai tempi di percorrenza dei segnali nervosi dalle aree sensoriali al cervello, di elaborazione di una risposta e di trasmissione dal cervello all'apparato motorio. I corpi di coloro che si trovano in tale stato, invece, oltrepassano il sistema nervoso: ogni singola cellula "pensa" e si adatta alla minaccia automaticamente. Oltre agli angeli, gli unici personaggi noti a far uso dell'Ultra Istinto sono Son Goku, il quale riesce ad acquisirlo durante il Torneo del Potere e, solo nel manga di Dragon Ball Super, Beerus che ne usa una versione incompleta durante il torneo di dimostrazione per gli Zeno. L'energia dell'Ultra Istinto può essere percepita solo dagli esseri divini, inoltre non può essere assorbita da Molo, tra l'altro essendo comunque un potere di natura divina esso è più affidabile se alimentato proprio da energia divina. L'Ultra Istinto è una tecnica che può sempre essere perfezionata e infatti la sua forza varia a seconda della capacità del suo utilizzatore nel saperlo padroneggiare, il Gran sacerdote è colui che ha saputo evolverlo meglio di qualunque altro angelo.

### Ultra Istinto incompleto
L'Ultra Istinto incompleto (身勝手の極意不完全?, Migatte no gokui fukanzen), chiamato ufficialmente Migatte no Gokui "Kizashi" (身勝手の極意”兆”? lett. "Ultra Istinto Segno") in Giappone e Segno della Quintessenza dell'Istinto nel manga di Dragon Ball Super, è una forma incompleta dell'Ultra Istinto risvegliata da Son Goku durante lo scontro con Jiren al Torneo del Potere. Imparando a controllare perfettamente questa forma, si raggiunge lo stadio dell'Ultra Istinto Completo. Con questa forma, il corpo è in grado di reagire automaticamente a qualsiasi minaccia o attacco senza che sia necessario riconoscerlo. I suoi immensi riflessi possono essere usati per attaccare o contrastare e per scopi difensivi. Poiché il corpo si muove senza l'uso del cervello, quest'ultimo è libero di trovare la migliore strategia e, con il giusto giudizio, può schivare un'ampia varietà di attacchi, anche in condizioni indebolite. Dal momento che il corpo si muove sul riflesso e non sulla reazione, le tecniche illusorie sono inutili. Il corpo combatte senza dover pensare alle mosse fatte, i riflessi si adattano automaticamente a tutti i fattori e raggiungono la massima efficienza, garantendo un successo ottimale. In tale forma Goku consuma un'enorme quantità di energia e non è in grado di mantenere la forma per molto tempo. Goku, grazie all'allenamento di Merus impara ad attivarla a suo piacimento. Mentre Goku affronta Gas migliora questo livello di forza, che al contrario della sua versione completa che richiede una concentrazione tale da separarlo totalmente dalla sua emotività, con essa invece può incanalare meglio la forza delle sue emozioni per aumentare la potenza dei suoi colpi.

### Ultra Istinto completo
L'Ultra Istinto completo (身勝手の極意極まる?, Migatte no gokui kiwamaru) è la forma più potente dell'Ultra Istinto, raggiunta da Son Goku dopo aver ottenuto il pieno controllo dell'Ultra Istinto. È la versione completa del Ultra Istinto incompleto. Il suo tratto più notevole è che garantisce a Goku la completa padronanza dell'Ultra Istinto, rendendo tutte le sue mosse automatiche e in grado di difendere e contrattaccare con facilità senza essere ostacolato dai pensieri che in precedenza avevano reso imperfetto l'uso dell'Ultra Istinto da parte di Goku. Solo quando Goku lasciò andare tutti i suoi dubbi e pensieri, comprendendo a pieno gli insegnamenti di Whis, poté accedere a tutto il potenziale della sua abilità di combattimento. Se all'inizio Goku non era capace di invocare questo potere di sua volontà, successivamente imparerà ad attivarlo senza problemi, perché ciò sia possibile è necessario che ogni emozione sia soppressa per ottenere la padronanza della tecnica: ad esempio quando Merus muore durante il suo scontro con Molo, Goku si infuria per qualche istante ma poi ritrova la completa calma e, trasformato, affronta il nemico. Il corpo di Goku per adattarsi a questo potere, diventa praticamente invulnerabile, potendo contenere sia gli attacchi fisici che quelli energetici, persino Granolah con il potere cereliano del suo occhio destro afferma che Goku non ha punti deboli in questo stadio. Con questa forma può anche proiettare un enorme avatar con le sue sembianze fatto di energia.

## Accoglienza
Lucia Lasorsa di MangaForever ha definito come i 10 colpi più devastanti del mondo di Dragon Ball le tecniche: Lama circolare dell'anima, Attacco bruciante, Big Bang Attack, Attacco dell'estinzione umana, Il cannone demoniaco della luce omicida trapassante, Final Flash, Raggio letale, Garrick Cannon, Sfera dell'energia spirituale e Onda Kamehameha. Amedeo Sebastiano di Everyeye.it invece ha trovato che le dieci migliori tecniche di combattimento fossero rispettivamente: Onda Kamehameha, Kaioh Ken, Colpo del sole, Lama circolare dell'anima, Raggio Akkumite, Danza di Metamor, Gabbia temporale, Nuovo cannone dell'anima, Ultra Istinto e Sfera dell'energia spirituale.